# Matthías Vilhjálmsson
Matthías Vilhjálmsson est un footballeur international islandais, né le 30 janvier 1987 à Ísafjörður. Il évolue au poste d'attaquant.

## Palmarès
- FH Hafnarfjörður
  - Champion d'Islande en 2005, 2006, 2008 et 2009
  - Vainqueur de la Coupe d'Islande en 2007 et 2010
  - Vainqueur de la Coupe de la Ligue islandaise en 2006, 2007 et 2009
  - Vainqueur de la Supercoupe d'Islande en 2006, 2008, 2009 et 2010

- IK Start
  - Champion de deuxième division norvégienne en 2012
  - Meilleur buteur de deuxième division norvégienne en 2012

- Rosenborg BK
  - Championnat de Norvège en 2015 et 2016

## Statistiques
| Saison | Club              | Pays         | Championnat         | Coupes nationales | Coupes d'Europe        | Islande          |
| ------ | ----------------- | ------------ | ------------------- | ----------------- | ---------------------- | ---------------- |
| 2002   | BÍ/Bolungarvík    | 3. deild     | 2 matchs            | -                 | -                      | -                |
| 2003   | BÍ/Bolungarvík    | 3. deild     | 11 matchs / 4 buts  | 1 match / 2 buts  | -                      | -                |
| 2004   | FH Hafnarfjörður  | Úrvalsdeild  | -                   | -                 | -                      | -                |
| 2005   | FH Hafnarfjörður  | Úrvalsdeild  | 1 match             | 1 match           | -                      | -                |
| 2006   | FH Hafnarfjörður  | Úrvalsdeild  | 14 matchs           | 1 match           | 4 matchs (C1)          | -                |
| 2007   | FH Hafnarfjörður  | Úrvalsdeild  | 17 matchs / 6 buts  | 4 matchs / 1 but  | 4 matchs / 3 buts (C1) | -                |
| 2008   | FH Hafnarfjörður  | Úrvalsdeild  | 19 matchs / 5 buts  | 2 matchs / 1 but  | 4 matchs (C3)          | -                |
| 2009   | FH Hafnarfjörður  | Úrvalsdeild  | 22 matchs / 10 buts | 3 matchs          | 2 matchs (C1)          | 2 matchs         |
| 2010   | FH Hafnarfjörður  | Úrvalsdeild  | 21 matchs / 6 buts  | 5 matchs / 4 buts | 2 matchs (C1)          | 4 matchs / 1 but |
| 2011   | FH Hafnarfjörður  | Úrvalsdeild  | 21 matchs / 10 buts | 2 matchs          | 2 matchs (C3)          | 2 matchs         |
| 2011   | Colchester United | League One   | 3 matchs            | -                 | -                      | -                |
| 2012   | IK Start          | Adeccoligaen | 30 matchs / 18 buts | 3 matchs / 1 but  | -                      | 2 matchs         |
| 2013   | IK Start          | Tippeligaen  | 6 matchs / 2 buts   | 2 matchs / 2 buts | -                      | -                |

Dernière mise à jour le 4 mai 2013